# フビーネ
フビーネ・モンフェッラート（伊: Fubine Monferrato）は、イタリア共和国ピエモンテ州アレッサンドリア県にある、人口約1,700人の基礎自治体（コムーネ）。

## 名称
以前は、単にフビーネと呼ばれていたが、2017年2月14日から、フビーネ・モンフェッラートに変更された。

## 地理

### 位置・広がり
| 隣接するコムーネは以下の通り。 - アルタヴィッラ・モンフェッラート - フェリッツァーノ - ル・エ・クッカロ・モンフェッラート - クアルニェント - ヴィニャーレ・モンフェッラート |

### 地震分類
イタリアの地震リスク階級 (it) では、4 に分類される
。

## 行政

### 分離集落
フビーネには、以下の分離集落（フラツィオーネ）がある。
- Fugassa, Nani, Vergani

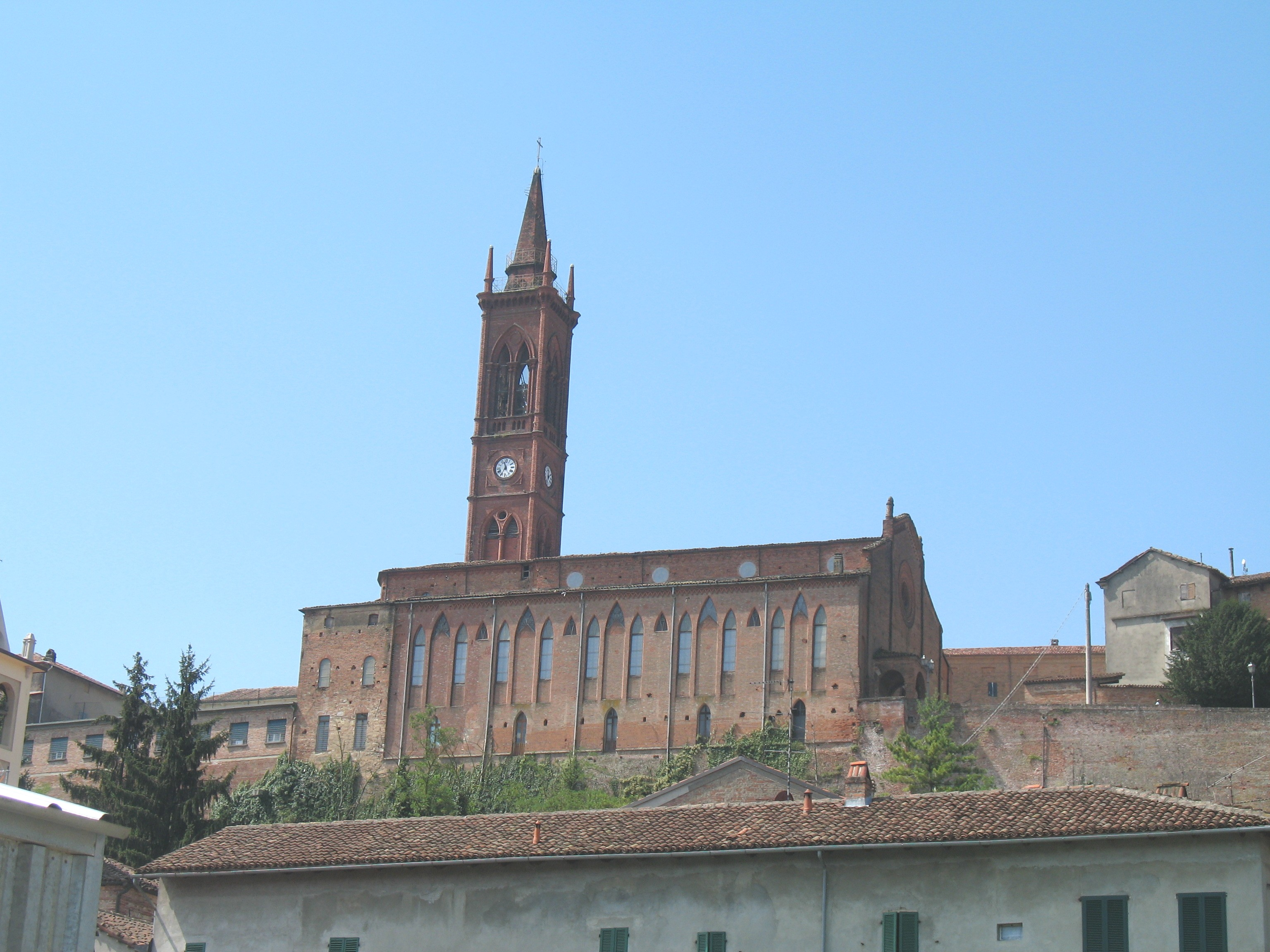
聖母降誕教会
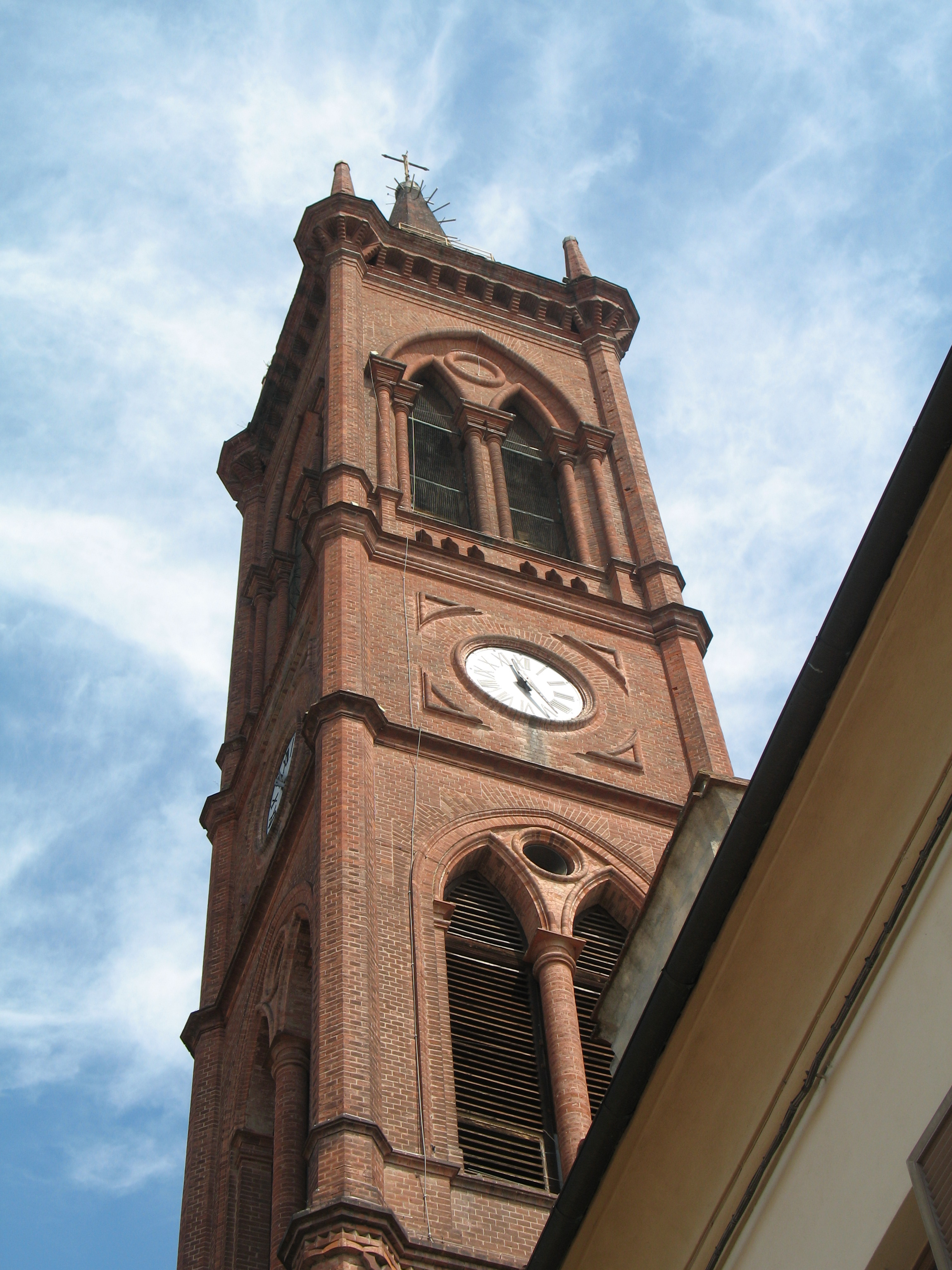
聖母降誕教会の鐘楼
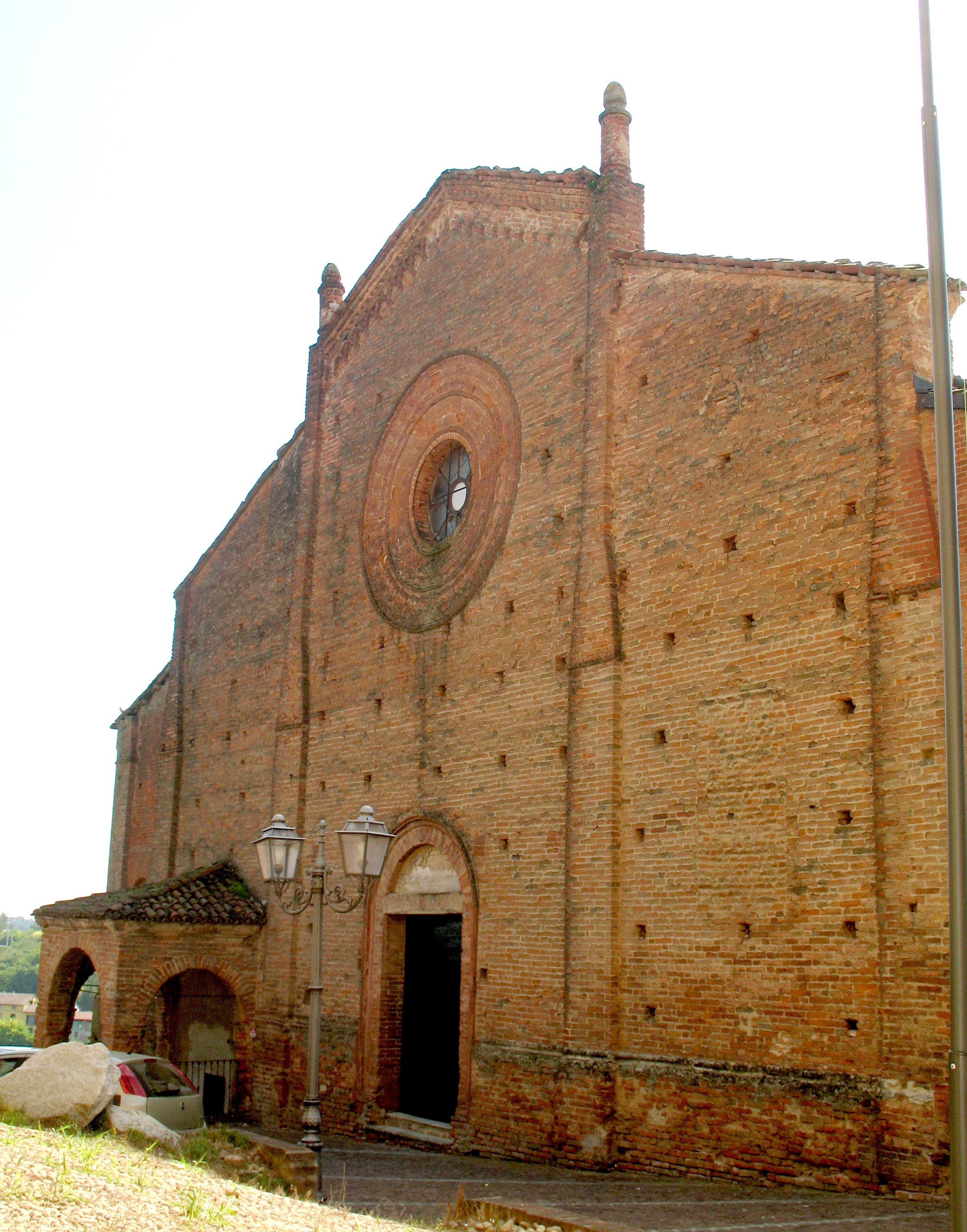
聖母降誕教会の正面
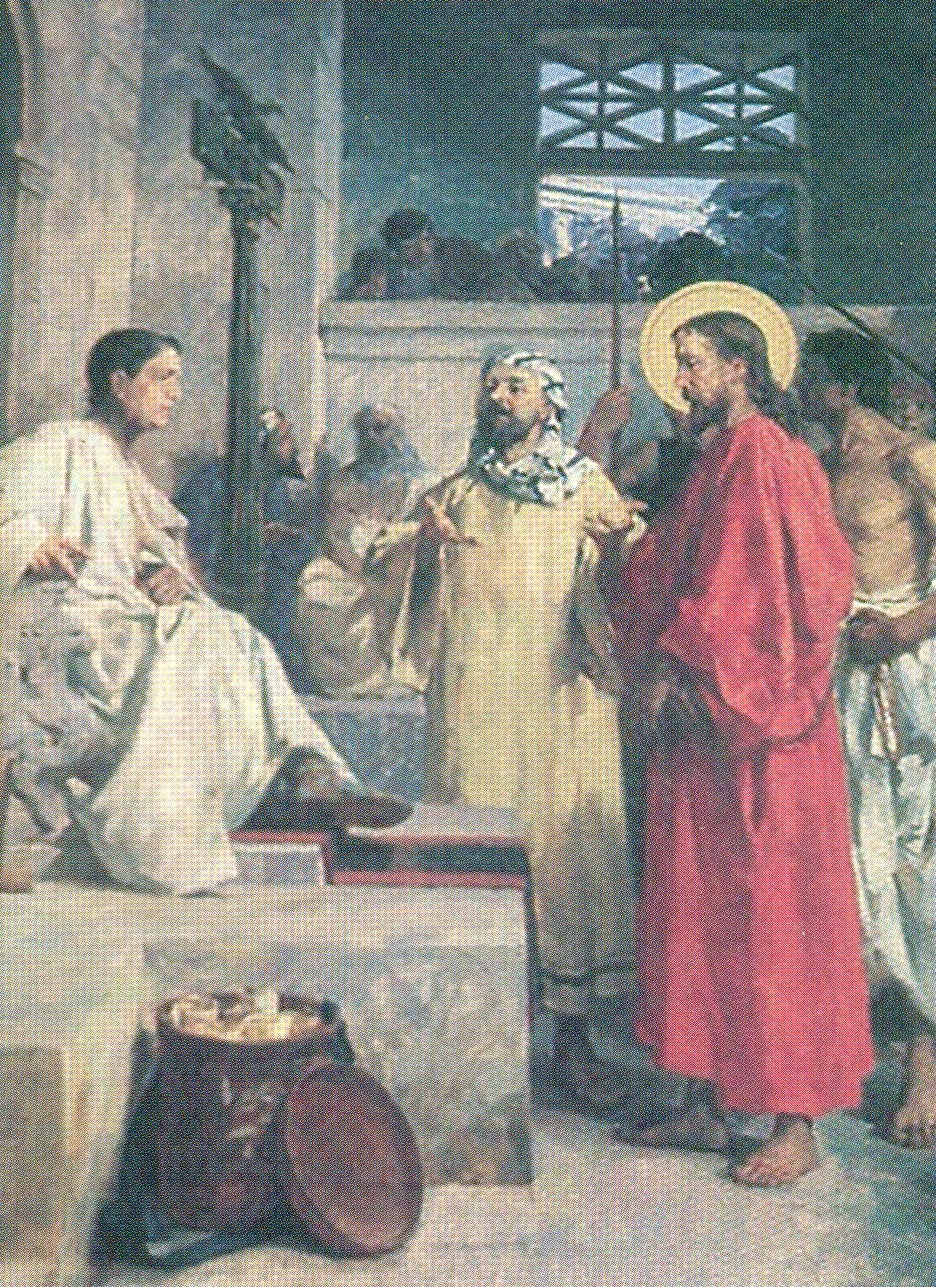
「十字架の道行き」より「キリストの裁判」パオロ・ガイダーノ（イタリア語版）作
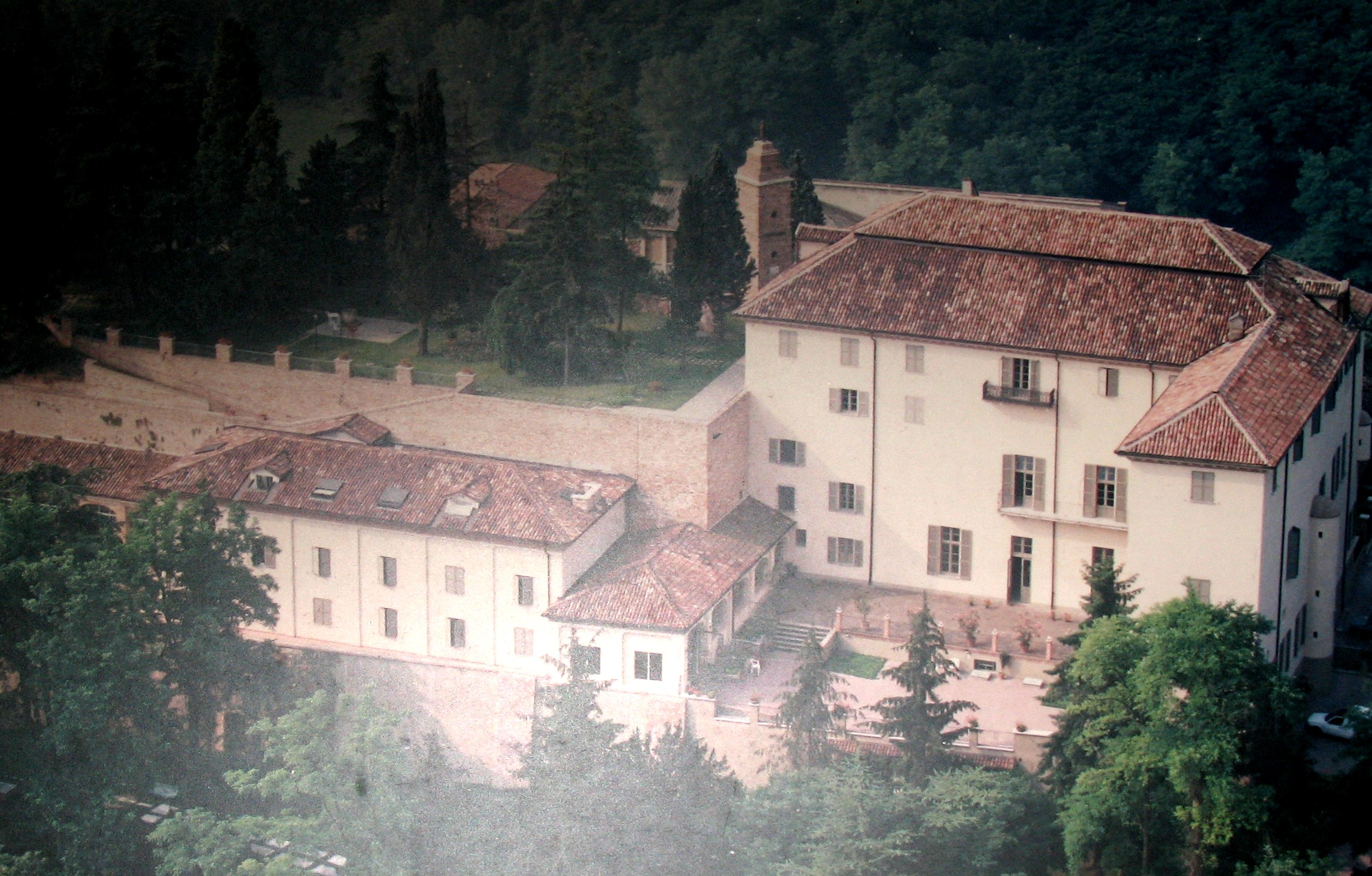
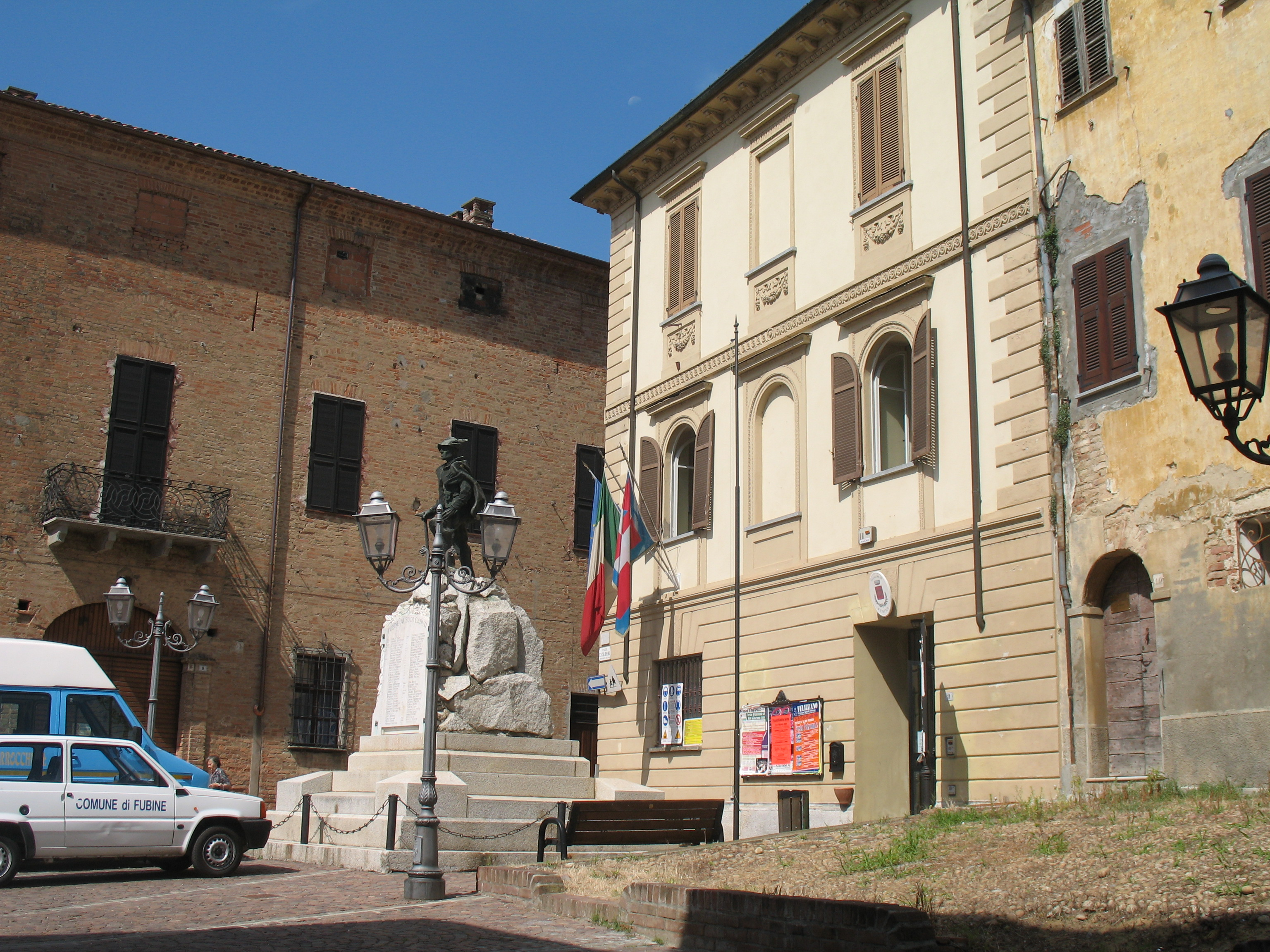
役場